# شيق مخطط
الشيق المخطط (الاسم العلمي Gymnomuraena zebra)، هو نوع من الأسماك من فصيلة المورايية. خلافًا لغالبية أنواع الشيق التي تمتلك أسنانًا طويلة مسننة، يتمتع الشيق المخطط مع عددٍ من الأنواع الاستوائيه القريبة منه، بأسنان مسطحة ومثلَّ مهيّأة لمضغ فرائس ذات أجسام صلبة. يختبئُ الشيق في التجاويف أو الكهوف، بين الصخور التي تحت الماء والشعاب المرجانية، لكن عندما يتعرض للإزعاج من قبل الغطاسين، فهو قادر على التسبب بعضاتٍ خطيرة تَتسَّببُ لهم بالأذى. والمظهر المُلفِت للنظر عند الشيق المخطط باللونين الأسود والأبيض يَكسرُ تناغم الشكل الاعتيادي للسمكة.

## الوصف
يصل طول الشيق المخطط إلى 1,5 م، يستوطن المياه الساحلية وا الشعاب المرجانية حتى عمق 75 مترًا. تضع أُنثى الشيق المخطط عددًا كبيرًا من البيوض التي ترتفع إلى السطح وتطفو قبل تفقيسها وخروج يرقات شفافة منها. يتغذى الشيق المخطط على السرطانات بشكل رئيسي والقشريات، إضافة إلى قنافذ البحر وغيرها من الحيوانات ذات الأجسام الصلبة.الانتشار الجغرافي، المحيط الهندي والمحيط الهادي.